# R Sagittae
R Sagittae är en pulserande variabel av RV Tauri-typ (RVB) i stjärnbilden Pilen. Stjärnan är av undertypen RVB som har en varierande medelmagnitud av upp till 2 magnituder och en period av 600 till 1500 dygn. R Sagittae var den första stjärnan i Pilens stjärnbild som fick en variabelbeteckning.
Stjärnan varierar mellan visuell magnitud +8,0 och 10,5 med en period av 70,77 dygn.

## Fotnoter
1. ↑  Variabelstjärnornas beteckningar börjar med bokstäverna R-Z, därefter A-Q , följt av RR-ZZ och AA-QQ, varefter de börjar betecknas med bokstaven V och ett ordningsnummer, från och med V335.